# Marek Bem
Marek Bem (ur. 1961 w Legnicy, zm. 19 listopada 2023) – polski etnograf, historyk, muzealnik, doktor nauk humanistycznych, badacz Zagłady Żydów, twórca Festiwalu Trzech Kultur.

## Życiorys
Urodził się w 1961 roku w Legnicy.  Studiował etnografię na Uniwersytecie Wrocławskim; dyplom magisterski uzyskał w 1986 roku.
Swoje życie zawodowe związał z Włodawą. Był wieloletnim pracownikiem Muzeum Pojezierza Łęczyńsko-Włodawskiego. W latach 1999–2010 piastował stanowisko dyrektora tej placówki, w tym będącego podówczas jej filią Muzeum Byłego Obozu Zagłady w Sobiborze. 
Był twórcą odbywającego się cyklicznie we Włodawie Festiwalu Trzech Kultur.
Był badaczem Zagłady Żydów, w tym w szczególności historii obozu zagłady w Sobiborze, któremu poświęcił szereg książek i artykułów. 13 marca 2013 roku na Uniwersytecie Marii Curie-Skłodowskiej w Lublinie obronił pracę doktorską pt. Obóz zagłady w Sobiborze 1942–1943.
Zmarł 19 listopada 2023 roku.

## Ważniejsze publikacje
- Włodawa i wieś nadbużańska w epoce nowożytnej, współredaktor: Adam Duszyk (2007, ISBN 978-83-88100-26-0)
- Życiorysy w trzy kultury wpisane. Włodawskie biografie, współredaktor: Adam Duszyk (2008, ISBN 978-83-88100-35-2)
- Włodawa. Szkice z dziejów miasta w XX stuleciu, współredaktorzy: Adam Duszyk i Krzysztof Latawiec (2012, ISBN 978-83-63600-04-4)
- Sobibór. Bunt wobec wyroku, współredaktor: Marta Janczewska (2012, ISBN 978-83-61283-66-9)
- Sobibór. Badania archeologiczne prowadzone na terenie po byłym niemieckim ośrodku zagłady w Sobiborze w latach 2000–2011, współautor: Wojciech Mazurek (2012, ISBN 978-83-930100-3-5)
- Powstanie w Sobiborze. Świadectwa ocalonych z niemieckiego obozu zagłady (2013, ISBN 978-83-937927-0-2)
- Sobibór. Obóz zagłady 1942–1943 (2014, ISBN 978-83-7399-611-3)
- Ginący świat tradycji, zwyczajów i obrzędów Polesia (2014, ISBN 978-83-937611-6-6)
- Od Augusta do Augusta. Zamoyscy herbu Jelita z Różanki nad Bugiem (2018, ISBN 978-83-950110-0-9)
- SS-Sonderkommando Sobibor. Niemiecki obóz zagłady w Sobiborze 1942–1943 (2023, ISBN 978-83-8229-864-2)